# 沖縄県国際交流・人材育成財団
公益財団法人沖縄県国際交流・人材育成財団（こうえきざいだんほうじんおきなわけんこくさいこうりゅう・じんざいいくせいざいだん）は、国外留学派遣、在沖縄米軍施設・区域内大学への就学者推薦、高校生の国外留学生派遣及び奨学金、東京・大阪地域に学ぶ沖縄県出身学生のための学生寮の管理運営事業を実施している公益法人。かつての琉球育英会や英語センターの後継組織である。

## 概要
沖縄返還により、琉球育英会から改組された沖縄県育英会が本財団の起源である。その後、米国民政府の機関であった英語センターや復帰後に設立された沖縄県国際交流財団を統合して、平成12年（2000年）に現在の名称になった。

## 沿革
- 1972年5月15日　沖縄県育英会発足。
- 1973年4月1日　南方同胞援護会解散に伴い、その財産を継承する。
- 1982年5月1日　「沖縄県人材育成財団」に名称変更する。
- 1989年4月1日　沖縄県語学センター（英語センターの後継組織）を統合する。
- 2000年4月1日　沖縄県国際交流財団を統合する。

## 業務内容
- 学生への奨学金支給事業
- 国外留学生派遣事業
- 研究者・専門家育成支援事業
- 同時通訳者養成事業
- 米軍基地内大学推薦事業
- 学生寮管理運営事業
- 語学普及事業
- 国際協力団体助成事業
- 海外留学生受入事業